# M1133野戰急救車
M1133野戰急救車（英語：M1133 Medical Evacuation Vehicle, MEV）是美國史崔克裝甲車系列的野戰救護車版本，主要發配於營級救助站，並為營級規模的部隊提供野戰醫療援助。M1133擁有基本的醫療設備，可以為重傷傷患以及重大創傷傷患提供臨時的緊急醫療，亦可將傷患後送。

## 概述
史崔克旅級戰鬥隊內的整合醫療撤離支援能夠協助隨步兵單位作戰的醫務兵醫療支援。M1133 MEV及其乘員可於有裝甲保護的情況下移動至戰區，並掩護傷患及醫療團隊。
這種能力使作戰單位不必為了傷員而慢下腳步，而能持續推進。而將傷患後送時，M1133 MEV亦提供了一定的保護、明亮的環境以及基礎醫療設施，使軍醫或醫務兵能於後送路程中即實施予急救。

## 任務執行能力
M1133 MEV是史崔克裝甲車系列唯一設有醫療設備的車輛，也是史崔克旅級戰鬥隊所主要依賴的醫療支援來源。它是以M1126 ICV為基礎改裝而來的。兩者的高度共通性能減少提供醫療協助時所需的後勤支援以及被發現的可能。

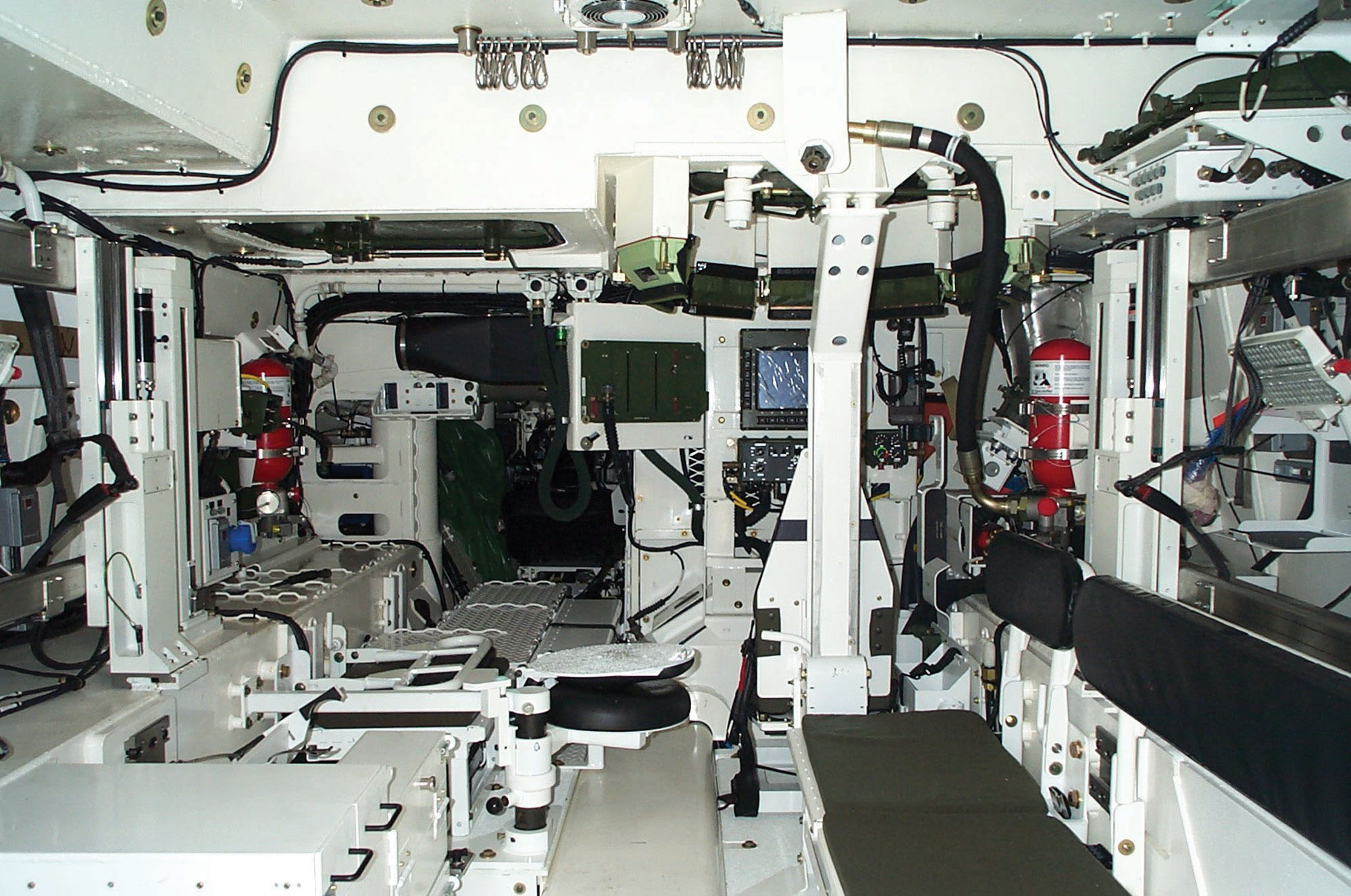
內部一景

M1133 MEV上的軍醫席與傷患席是相通的，以便軍醫隨時監測傷患的生命狀況。
M1133 MEV上標有日內瓦公約所規定的紅十字標誌；這個標誌可以隨時被塗改，亦可以在不傷及原有迷彩塗裝的情況下將之移除。它的車尾設有液壓式坡道，以減少人員暴露於敵軍活動下的威脅，或是險惡環境所可能帶來的風險。

## 資料來源
This article incorporates work from https://web.archive.org/web/20080516205926/http://www.sbct.army.mil/product_mev.html, which is in the public domain as it is a work of the United States Military.